# Ultra Lover
Ultra Lover è un brano musicale del gruppo sudcoreano 2PM, pubblicato come terzo singolo sul mercato giapponese il 2 novembre 2011. Il singolo è stato pubblicato insieme al secondo DVD live del gruppo 1st Japan Tour 2011 "Take Off" in Makuhari Messe. Il singolo ha raggiunto la quarta posizione della classifica Oricon dei singoli più venduti in Giappone. A dicembre 2011, Ultra Lover è stato certificato disco d'oro per aver superato le centomila copie vendute in Giappone.

## Tracce
CD+DVD
1. Ultra Lover - 3:22
2. I'll Be Back (Japanese version) - 3:39
3. Ultra Lover (Instrumental) - 3:22
4. I'll Be Back (Instrumental) - 3:36

Durata totale: 	13:57

## Classifiche
| Classifica (2011)                       | Posizione più alta |
| --------------------------------------- | ------------------ |
| Giappone (Oricon)4                      | 4                  |
| Billboard Billboard Japan Hot 100       | 6                  |
| Japan RIAJ Digital track weekly top 100 | 29                 |